# Masoko (Mbeya)
Masoko  ist ein Verwaltungsbezirk (Ward) des Distrikts Mbeya in der gleichnamigen tansanischen Region Mbeya.

## Geografie
Masoko  liegt im Südwesten von Tansania an der Grenze zur Region Songwe. Der Bezirk hat eine Fläche von 28,4 Quadratkilometern und bei der Volkszählung 2022 lebten hier 4332 Menschen in 1106 Haushalten.

## Gliederung
Der Bezirk besteht aus drei Gemeinden (Mtaa) mit zwölf Orten (Kitongoji):
| Mumba - Mumba - Isagama - Motomoto - Songambele | Masoko - Mapinduzi - Mwongozo - Sasyaka - Iwanga - Hezya | Ilomba - Ilomba - Mbembe - Masebe |

## Wirtschaft und Infrastruktur
- Gesundheit: In Ilomba befindet sich eine Apotheke, die auf Malaria- und HIV-Diagnose und -Behandlungen sowie auf Mutter-Kind-Betreuung spezialisiert ist.[6]